# Авиация Корпуса морской пехоты США
Авиация Корпуса морской пехоты США (англ. United States Marine Corps Aviation) — является воздушным компонентом Корпуса морской пехоты. Авиация КМП имеет более разнообразные задачи и операции, чем его сухопутный аналог, и, следовательно, имеет много собственных историй, традиций, понятий и порядков.
Вся авиация морской пехоты попадает в сферу влияния заместителя коменданта по авиации (англ. Deputy Commandant for Aviation), чья работа заключается в консультировании коменданта Корпуса морской пехоты во всех вопросах, касающихся авиации, особенно с приобретением новых экземпляров, переоборудованием имеющихся судов, их технического обслуживания, эксплуатации и организации командования. Корпус работает как с винтокрылыми летательными аппаратами, так и с летательными аппаратами с неподвижным крылом, в основном, обеспечивая транспортировку и непосредственную авиационную поддержку своих войск. Однако, и другие типы самолётов также используются в разнообразных ролях вспомогательного и специального назначения.
Сегодня авиация морской пехоты выполняет задачи в поддержку морского и воздушного десанта, как авиационный боевой элемент, путём предоставления шести функций: штурмовой поддержки, противовоздушной защиты, поддержки с воздуха при наступлении, радиоэлектронная борьба, управление самолётами и ракетами, а также воздушная разведка.

## Командные органы

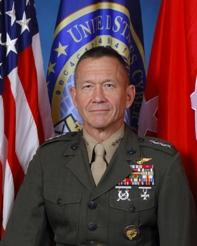
Заместитель главнокомандующего КМП по вопросам авиации генерал-майор Джон Дэвис.

Авиация КМП, как стратегическое объединение, подчиняется заместителю главнокомандующего КМП (DCA), который взаимодействует с заместителем главнокомандующего ВМС США по вопросам авиации. Заместитель главнокомандующего по вопросам авиации занимается всеми вопросами авиации КМП, начиная с оперативного планирования, боевого применения, взаимодействия авиации с частями КМП других родов войск и заканчивая вопросами тылового обеспечения обучения лётного состава и принятия на вооружение новых авиационных систем.
Заместитель главнокомандующего по вопросам авиации также подчиняются отдельные научно-исследовательские части авиации морской пехоты, расквартированные на территории испытательских аэродромов ВМС «Чайна-Лейк» (Калифорния) и база «Патуксент-Ривер» (Мэриленд). Задачей базы Чайна-Лейк является разработка и испытания новых систем вооружений для авиации КМП, а Патуксент-Ривер — отработка систем радиосвязи и морской навигации.

## Авиационные крылья
Самым крупным тактическим соединением в составе авиации КМП является авиационное крыло морской пехоты (Marine Aircraft Wing (MAW)). Авиационные крылья придаются дивизиям морской пехоты наряду с группами тылового обслуживания для формирования экспедиционных соединений морской пехоты (эсмп) на каждом из важных для вооружённых сил США театров военных действий (ТВД).
В составе авиации Корпуса морской пехоты находятся три авиационных крыла морской пехоты первой линии (1-е, 2-е и 3-е) и одно авиационные крыло резерва (4-е). Каждое авиационные крыло имеет свою собственную организационно-штатную структуру в соответствии с требованиями своего ТВД (тихоокеанского или атлантического). В зависимости от требований обстановки, любое из авиационных крыльев может быть усилено подразделениями (эскадрильями) или частями (группами) из состава авиационного крыла морской пехоты другого ТВД.

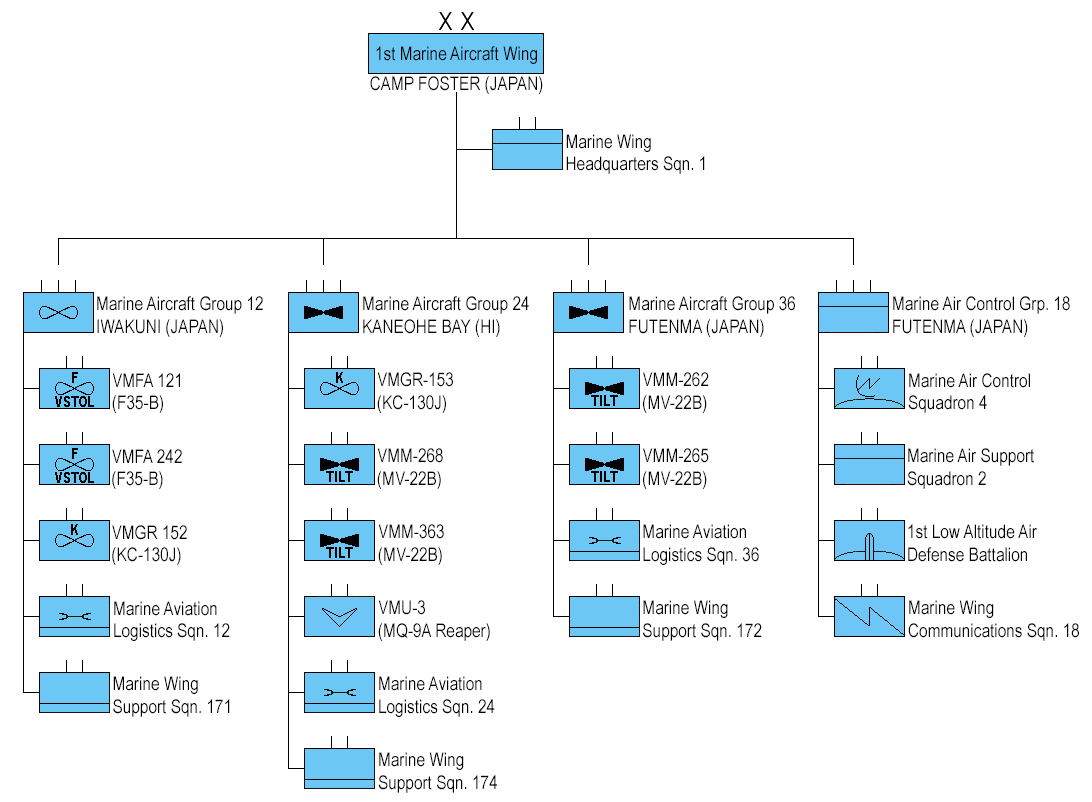
1-е авиационное крыло
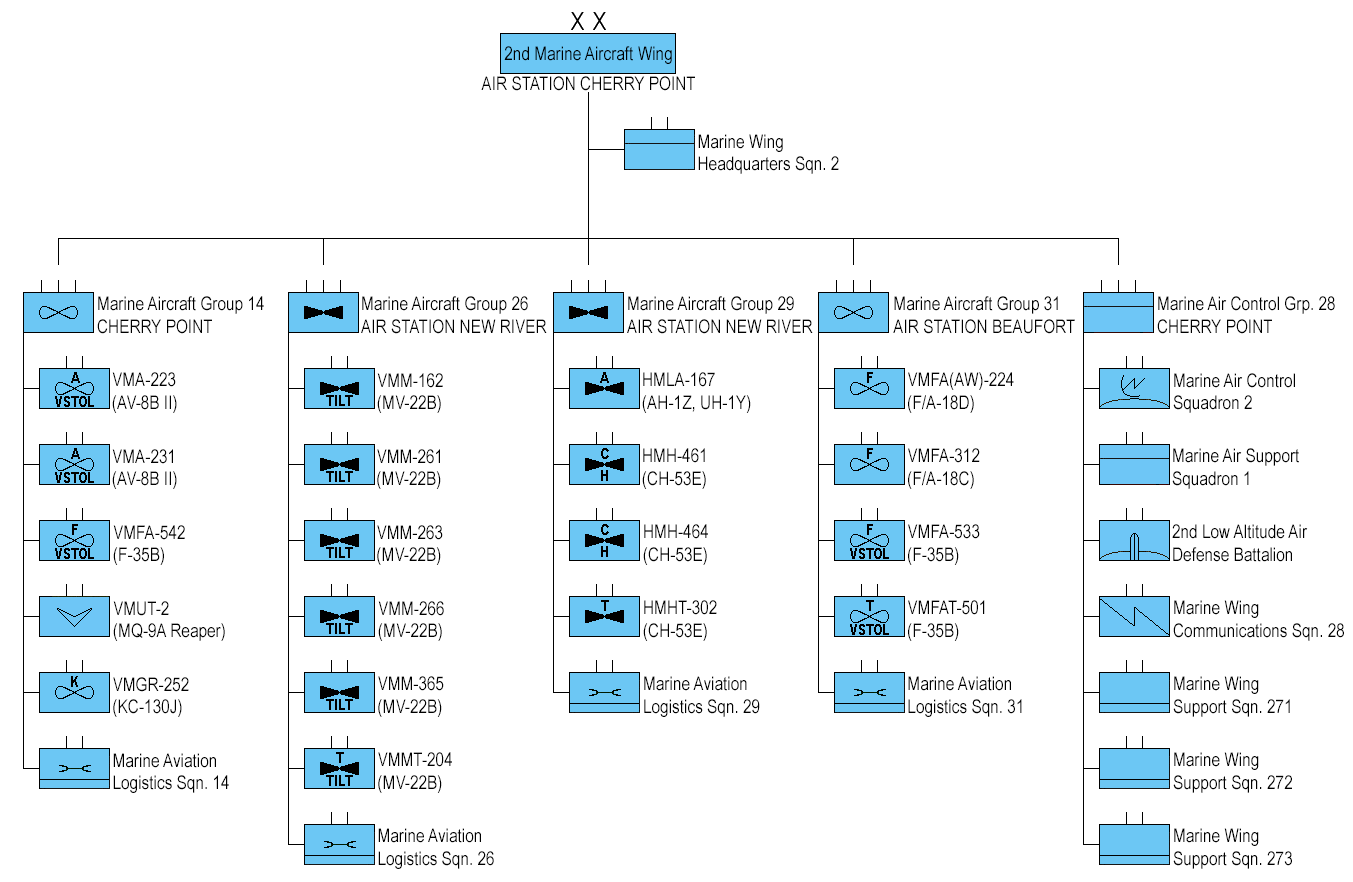
2-е авиационное крыло
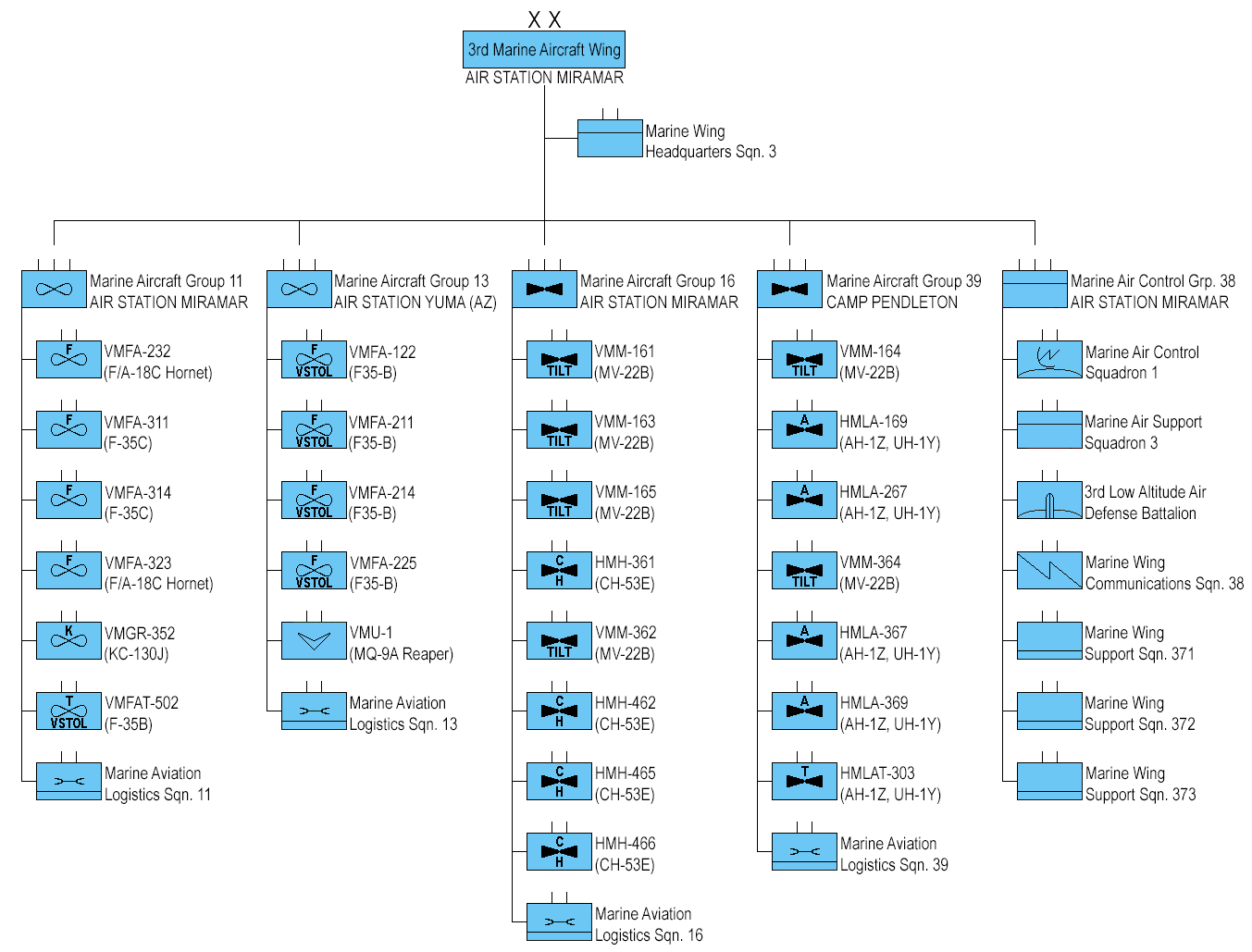
3-е авиационное крыло
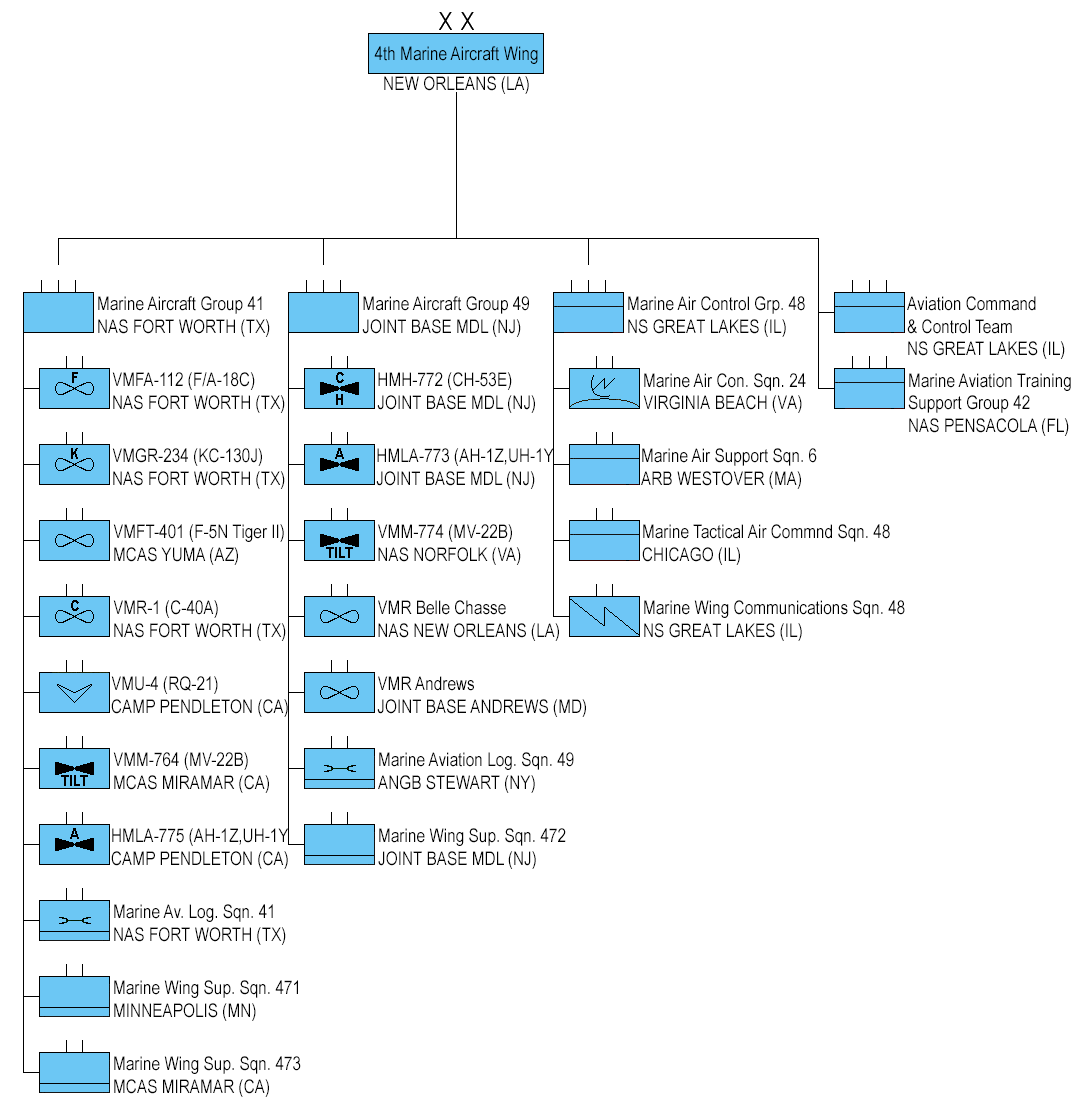
4-е авиационное крыло

### Организационно-штатная структура авиационного крыла
Стандартная ОШС авиационного крыла морской пехоты включает в себя штаб авиационного крыла (MAW HQ), штабную эскадрилью обеспечения (MWHS), три (иногда до 4-х) группы, и штабной группа управления и связи (MACG). Основной задачей авиационного крыла на театре (плацдарме) боевых действий является взаимодействие с наступающей дивизией морской пехоты или другими частями и соединениями сухопутных войск, путём подавления авиации противника, нанесения плановых бомбовых ударов, оказания непосредственной авиационной поддержки продвигающимся подразделениям и частям и ведения воздушной разведки. Все эти задачи авиационного крыла морской пехоты может выполнять во взаимодействии с частями морской авиации на ТВД, соединениями ВВС или частями армейской авиации.

## Авиационные группы
Стандартное авиационное крыло морской пехоты имеет в своё подчинении до четырёх авиационных групп морской пехоты (Marine Aircraft Group) различного состава и назначения. Части группового уровня в составе авиационного крыла морской пехоты по своему назначению подразделяются на: авиационные группы (истребительно-бомбардировочные, разведывательные, транспортные и т. п.), группы управления и связи и группы тылового обеспечения.
- Стандартная ОШС авиационной группы морской пехоты (MAG) включает в себя: штабную эскадрилью (MAG HQА), до четырёх авиаэскадрилий различного назначения (самолётные, вертолётные, эскадрильи конвертопланов), ремонтную эскадрилью обслуживания (MALS) и эскадрилью тылового материально-технического обеспечения (MWSS).
- Стандартная ОШС группы управления и связи морской пехоты (Marine Air Control Group (MACG)) включает в себя: штабную эскадрилью (MACG HQ), центр боевого управления (MTACS), эскадрилью управления воздушным движением (Marine Air Control Squadron (MACS)), эскадрилью (батальон) авианаводчиков (Marine Air Support Squadron (MASS)), эскадрилью связи (Marine Wing Communications Squadron (MWCS)), эскадрилью ПВО (Low Altitude Air Defense (LAAD) Battalion) и эскадрилью беспилотных летательных аппаратов (VMU).
- Стандартная ОШС группы тылового обеспечения авиации морской пехоты (до 2012 г.) (Marine Wing Support Group (MWSG)) включает в себя четыре эскадрильи тылового обеспечения и МТО. С 2012 г. группы тылового обеспечения расформированы, а эскадрильи МТО переданы в соответствующие авиагруппы морской пехоты.
- Стандартная ОШС учебной авиационной группы морской пехоты (MATSG) включает в себя четыре учебные экскадрильи. В большинстве случаев учебные авиационные группы распределены поэскадрильно по различным учебным аэродромам авиации ВМС на территории США.

## Авиационные эскадрильи
Авиационная эскадрилья (Aircraft Squadron) является основным подразделением авиации морской пехоты тактического уровня, в примерном соответствии с пехотным батальоном морской пехоты. Должностная категория командира авиационной эскадрильи морской пехоты соответствует чину подполковника морской пехоты (lieutenant colonel, USMC), заместителя командира эскадрильи — чину подполковника или майора морской пехоты (lieutenant colonel, USMC/major, USMC). С административной точки зрения штабная структура авиационной эскадрильи морской пехоты в многом повторяет ОШС батальона морской пехоты (штаб эскадрильи со штатными категориями КМП S-1-4), дополнительно включая техническую службу (штатная категория майор морской пехоты) (AMD), отдел техники безопасности (штатная категория майор морской пехоты) (DSS), отдел лётной подготовки (NATOPS) и некоторые другие технические службы и отделы, свойственные структуре авиационной эскадрилье морской пехоты.
Авиационная эскадрилья морской пехоты имеют гибкую структуру и могут укомплектовываться различными авиационными звеньями и отдельными летательными аппаратами для выполнения специфических для данного региона или ТВД задач. В авиации КМП (и ВМС) имеются следующие исходные типы подразделений: экипаж (в случае двух- или многоместных летательных аппаратов), пара/тройка (до трёх летательных аппаратов), звено (до трёх пар), эскадрилья (до трёх звеньев). Для авиации ВМС и КМП свойственна частая ротация по подразделениям как летательных аппаратов, так и экипажей для того, чтобы максимальное количество лётчиков имело возможность освоить наиболее число состоящих на вооружении морской пехоты летательных аппаратов и получить опыт боевых действий в реальных условиях. При значительной ротации лётного состава штабные структуры остаются неизменными как в смысле состава, так и сроков службы штабных специалистов.

### Типы авиационных эскадрилий
Тип авиационной эскадрильи определяется первой буквой её шифрованного обозначения (самолётные эскадрильи и эскадрильи конвертопланов несут буквенный шифр V, вертолётные эскадрильи — буквенный шифр H, эскадрильи летательных аппаратов легче воздуха — буквенный шифр Z). Второй буквой шифра эскадрильи является буква M. Нумерация эскадрильий самостоятельная (не зависит от номера авиационной группы, в который данная эскадрилья входит) и по различным причинам не сквозная. До 1941 г. эскадрильи морской пехоты имели однозначные, с 1941 г. по настоящее время — трёхзначные номера. Буквенно-цифровые обозначения (шифры) наносятся на хвостовые кили всех летательных аппаратов эскадрильи.
Авиационные эскадрильи морской пехоты, включённые в состав авиации авианосной ударной группы ВМС обычно имеют на вооружении один тип летательных аппаратов, в зависимости от поставленной командованием морской пехоты задачи.
Вот примерный состав эскадрильи, включённых в состав отдельной авиационной группы ВМС на борту авианесущего корабля (авианосного крыла):

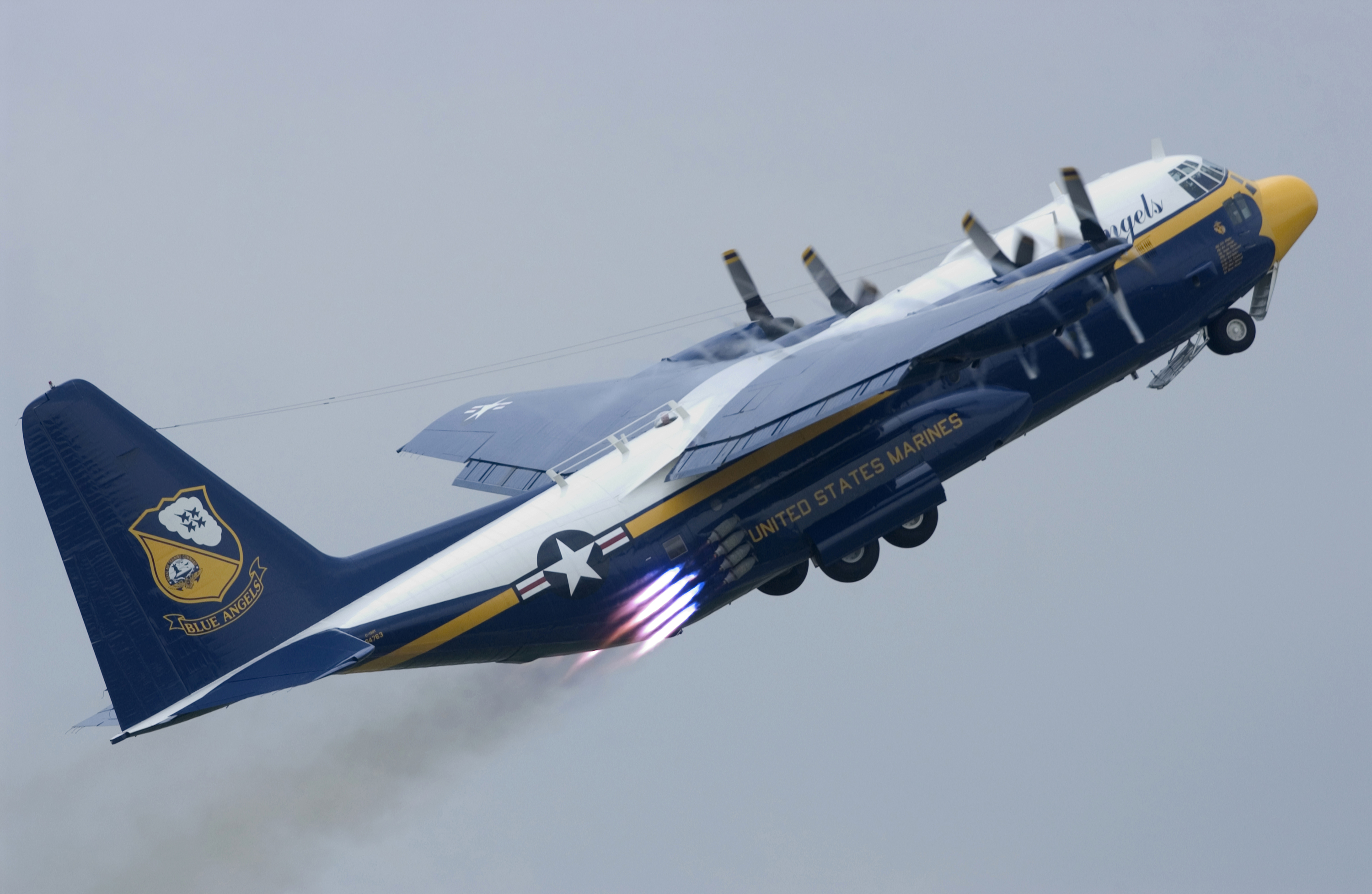
Взлёт самолёта «Геркулес С-130» эскадрильи военно-транспортной авиации морской пехоты с использованием пороховых ускорителей

- Вертолётные авиационные эскадрильи
  - Авиационная эскадрилья тяжёлых транспортных вертолётов — 16 ед. CH-53 Sea Stallion
  - Авиационная эскадрилья средних транспортно-десантных вертолётов — 12 ед. CH-46 Sea Knight
  - Авиационная эскадрилья ударных вертолётов — 18 ед. AH-1 Cobra и 9 ед. UH-1 Iroquois
- Авиационные эскадрильи конвертопланов
  - Авиационная эскадрилья средних транспортно-десантных конвертопланов — 12 ед. V-22 Osprey
- Самолётные авиационные эскадрильи
  - Авиационная эскадрилья всепогодных перехватчиков — 12 ед. F/A-18 Hornet
  - Авиационная эскадрилья истребительно-бомбардировочной авиации — 12 ед. F/A-18 Hornet или 16 ед. F-35 Lightning II
  - Истребительно-штурмовая авиационная эскадрилья — 16 ед. AV-8B Harrier II
  - Авиационная эскадрилья РЭБ — 5 ед. EA-6 Prowler
  - Авиационная эскадрилья ТА/топливозаправщиков — 12 ед. C-130 Hercules

Некоторые авиационные эскадрильи имеют в своей ОШС несколько отдельных звеньев постоянного состава, которые могут придавать экспедиционным подразделениям и частям морской пехоты при их переброске на передовой ТВД или при БС в качестве корабельных групп морской пехоты. Типовой состав такого звена постоянного может включать в себя до половины летательных аппаратов данной эскадрильи (12 ед. топливозаправщиков C-130 Hercules, 9 ед. AV-8B Harrier II, 6 ед. F/A-18 Hornet и т. п.). Командир отдельного звена обычно имеет чин майора морской пехоты (Major, USMC). Для увеличения автономности такому отдельному звену могут придаваться подразделения МТО и боевого управления сокращённого состава (до взвода).
Большинство офицеров эскадрильи являются военными лётчиками, по совместительству выполняющих административные и другие функции (начальник разведки эскадрильи, офицер управления воздушным движением, начальник технической службы и т. п., должностные категории S-1-4). Прапорщики (уорент-офицеры морской пехоты) авиационные эскадрильи морской пехоты обычно составляют вместе с личным составом (матросами морской пехоты) техсостав авиационной эскадрильи (чаще всего в должностной категории S-1), однако некоторые из них могут также иметь допуски к полётам на летательных аппаратах, состоящих на вооружении, и принимать участие в учениях и боевой работе эскадрильи. Помимо плановой лётной работы, офицеры эскадрильи также исполняют свои должностные обязанности, обеспечивая бесперебойную работы всех подразделений эскадрильи, планирование и контроль за полётами, обслуживание и ремонт летательных аппаратов, матобеспечение и др. Личный состав эскадрильи (матросы морской пехоты) обычно приписан к каждой из технических частей обеспечения, штабной части, подразделениям управления воздушным движением и т. п.